# Schienenverkehr im Département Pyrénées-Atlantiques

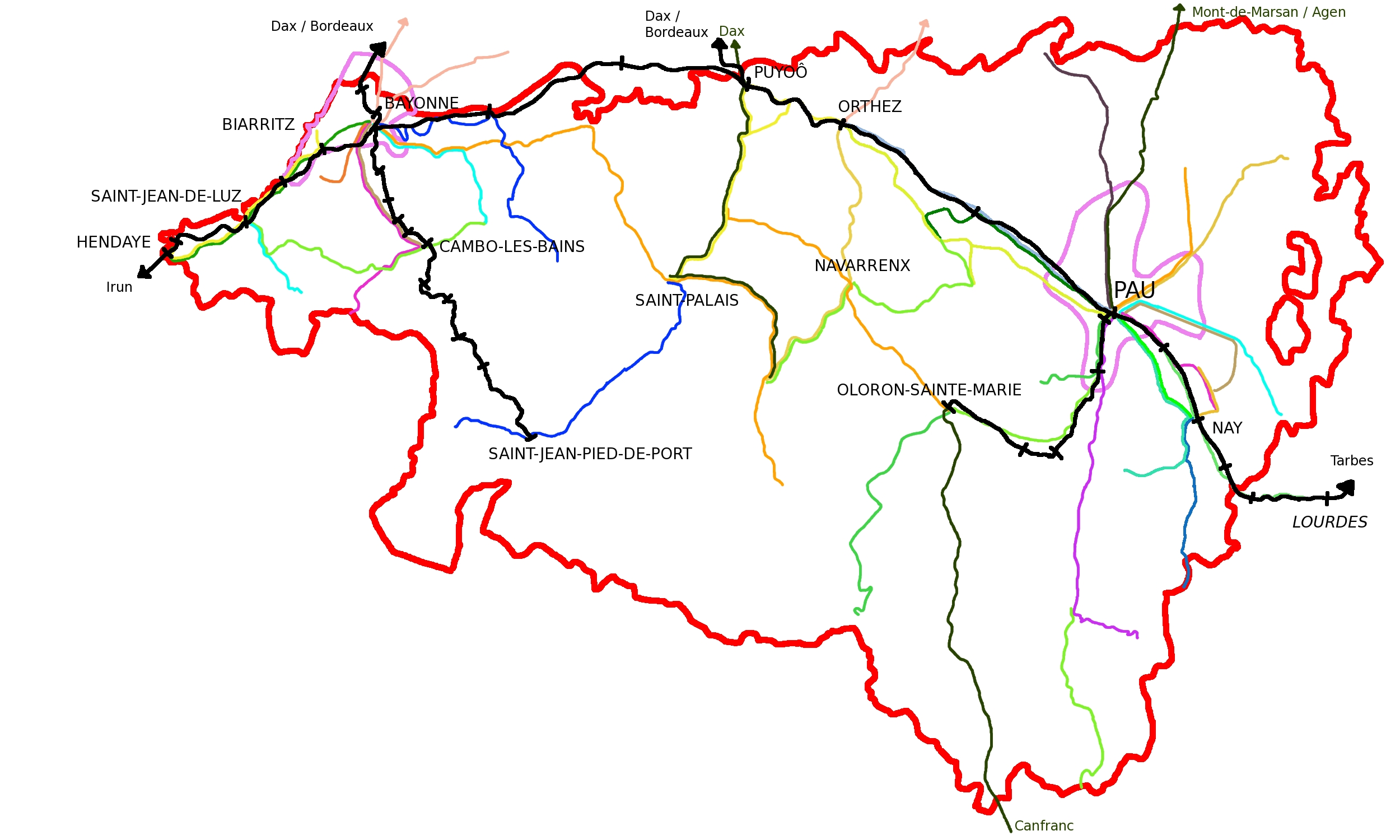
Karte der öffentlichen Verkehrsmittel im Departement
schwarz: Eisenbahnstrecken

Der Schienenverkehr im Département Pyrénées-Atlantiques (früher: Basses-Pyrénées) in der französischen Region Nouvelle-Aquitaine umfasste zeitweise ein umfangreiches Netz von Haupt- und Nebenbahnen mit einer Länge von über 750 Kilometern. Die noch in Betrieb befindlichen Strecken werden größtenteils von Zügen des TER Aquitaine befahren.

## Strecken der Staatsbahn
Das Netz der normalspurigen Staatsbahnstrecken im Umfang von mehr als 400 Kilometern Länge innerhalb des Departements ist aus der Compagnie des Chemins de fer du Midi hervorgegangen, die 1938 verstaatlicht worden ist. Seitdem werden die Strecken von der französischen Staatsbahn Société nationale des chemins de fer français (SNCF) – auch im Schnellverkehr – betrieben; einige sind stillgelegt worden.
| Strecke                                        | Strecken-nummer | Länge (km) (in den Pyrénées-Atlantiques) | Inbetriebnahme                                                                       | Schließung                                                         | Bemerkung                                        |
| ---------------------------------------------- | --------------- | ---------------------------------------- | ------------------------------------------------------------------------------------ | ------------------------------------------------------------------ | ------------------------------------------------ |
| Bayonne–Sames-Guiche–Pau Pau–Montaut-Bétharram | 650 000         | 88 26                                    | 1863–1864 1866–1867                                                                  | in Betrieb                                                         |                                                  |
| (Bordeaux–)Le Boucau–Bayonne–Hendaye           | 655 000         | 43                                       | 1855–1864                                                                            | In Betrieb                                                         |                                                  |
| Puyoô(–Dax)                                    | 656 000         | 5                                        | 25.01.1864                                                                           | In Betrieb                                                         |                                                  |
| La Negresse–Biarritz-Ville                     | 6yy 000         | 3                                        | 28.02.1911                                                                           | 14.09.1980                                                         |                                                  |
| Bayonne–Cambo–Ossès–Saint-Jean-Pied-de-Port    | 660 000         | 53                                       | 19. Januar 1891 (Bayonne–Cambo) 20. August 1892 (bis Ossès) 11. Dezember 1898 (Rest) | in Betrieb                                                         |                                                  |
| Ossès–Saint-Etienne-de-Baïgorry                | 6xx 000         | 9                                        | 26. Juni 1898                                                                        |                                                                    |                                                  |
| Puyoô–Autevielle–Mauléon                       | 662 000         | 5                                        | 22.12.1884 (bis Autevielle) 11. April 1887 (Rest)                                    | Pv 2. März 1968; Gv 1. April 1989                                  |                                                  |
| Autevielle–Saint-Palais                        | 663 000         | 10                                       | 22.12.1884                                                                           | Pv 1. November 1949; Gv 01.04.1989                                 |                                                  |
| Pau–Buzy–Oloron–Bedous(–Canfranc)              | 664 000         | 87                                       | 01.07.1883 (bis Buzy) 09.1883 (bis Oloron) 11. Juli 1928 (Rest)                      | 21.03.1970 (Bedous–Canfranc) 1980 (Oloron–Bedous)                  | Wiederinbetriebnahme Oloron-Bedous am 03.07.2016 |
| Buzy–Laruns                                    | 665000          | 39                                       | 01.07.1883                                                                           | Pv 2. März 1969 Gv 5. Juli 1971 (ab Arudy) Gv 1. April 2003 (Rest) |                                                  |

## Neben- und Straßenbahnen
Zusätzlich entstand seit dem Ende des 19. Jahrhunderts noch ein Netz von schmalspurigen Lokal- und Straßenbahnen von rund 350 Kilometern Länge.
Dieses war im Westen des Departements zur Atlantikküste hin elektrifiziert und verband die zahlreichen Badeorte und bevorzugten Wohnorte am Golf von Biskaya untereinander und mit ihrem Hinterland. Konzessionsinhaber waren hier die folgenden drei Bahngesellschaften:
- Als erste errichtete 1877 die Compagnie du chemin de fer Bayonne–Anglet–Biarritz (BAB) eine normalspurige Verbindung, die erst 1922 auf Meterspur umgebaut und elektrifiziert wurde.

- Die Compagnie du Chemin de fer Pau–Oloron–Mauléon et du Tramway de Bayonne à Biarritz (POM) übernahm 1898 den 1888 von der Compagnie des Tramways de Bayonne au Lycée et à Biarritz (BLB) eröffneten Bahnbetrieb und elektrifizierte die Strecke. Außerdem besaß die POM im Zentrum und im Osten des Departements mehrere Lokalbahnen, die mit Dampf- und Dieselfahrzeugen bedient wurden.

- Ein recht umfangreiches, aber nur kurzlebiges elektrisches Kleinbahnnetz der Société des Voies Ferrées Départementales du Midi (VFDM) bediente ab 1919 vor allem Badeorte an der Atlantikküste. Allerdings verhinderten der Erste Weltkrieg und die anschließende Entwicklung die Verwirklichung von umfangreichen Bahnbauprojekten der VFDM zur Erschließung ländlicher Regionen.

Das gilt auch für die Compagnie des Tramways à Vapeur de la Chalosse et du Béarn (CB), deren Schwerpunkt allerdings im benachbarten Département Landes lag.
Die Straßenbahn Pau und die Straßenbahn Hendaye besaßen recht bescheidene Schienennetze, die mit den benachbarten Kleinbahnnetzen verbunden waren. Hendaye war auch der Ausgangspunkt einer elektrischen Bahn nach San Sebastian, die von einer spanischen Gesellschaft betrieben wurde.
Eine Sonderstellung nehmen die Bergbahn von Saint-Ignace nach La Rhune (POM) und die Ligne d’Artouste der Südbahn (Midi) ein. Sie sind ebenso wie einige wichtige Staatsbahnstrecken von dem einst so umfangreichen Schienennetz bis heute übrig geblieben; die Kleinbahnen sind restlos verschwunden.